# Pól Thorsteinsson
Pól Axel Thorsteinsson (* 17. November 1973 in Vágur, Suðuroy) ist ein ehemaliger färöischer Fußballspieler, der auch für die Nationalmannschaft spielte.

## Verein
Thorsteinsson begann seine Karriere im Erwachsenenbereich bei VB Vágur. Sein Debüt in der ersten Liga gab er am ersten Spieltag 1991 im Heimspiel gegen KÍ Klaksvík, Thorsteinsson steuerte hierbei die letzten beiden Tore zum 2:2-Unentschieden bei. 1993 musste er als Letztplatzierter den Gang in die Zweitklassigkeit antreten, dort gelang als Erstplatzierter der direkte Wiederaufstieg. Mit der Spielgemeinschaft Sumba/VB konnte nur der vorletzte Platz erreicht werden. In den Relegationsspielen gegen EB/Streymur, den Zweitplatzierten der 2. Deild, setzte sich Sumba/VB nach einem 0:0 im Hinspiel mit einem 8:0-Heimsieg durch. Im Jahr darauf wurde die Spielgemeinschaft wieder aufgelöst, für VB Vágur bestritt Thorsteinsson jedoch nur drei Ligaspiele in diesem Jahr. 1997 stand er mit VB im Pokalfinale, dieses Spiel wurde mit 0:6 gegen GÍ Gøta verloren.
Im Jahr wechselte Thorsteinsson zu B36 Tórshavn, für die er zwei Jahre spielte und in der Meisterschaft jeweils den dritten Platz belegte. 2000 verließ er den Klub in Richtung Island zum Zweitligisten Valur Reykjavík, mit denen er den zweiten Platz und somit den Aufstieg erreichte, danach kehrte Thorsteinsson auf die Färöer zurück und lief erneut für B36 auf. An der Seite von Egil á Bø, Jákup á Borg, Jens Kristian Hansen, Heðin á Lakjuni und John Petersen konnte er schließlich seine erste Meisterschaft feiern. Durch den 1:0-Sieg im Pokalfinale gegen KÍ Klaksvík wurde zudem das Double erreicht. Nach einem einjährigen Gastspiel bei NSÍ Runavík, mit denen die Vizemeisterschaft gelang sowie durch ein 2:1 gegen HB Tórshavn der Pokal gewonnen werden konnte, spielte Thorsteinsson die nächsten drei Jahre erneut für B36. Nach zwei Vizemeisterschaften konnte 2005 gemeinsam mit Fróði Benjaminsen, Jákup Mikkelsen, Allan Mørkøre und Mikkjal K. Thomassen erneut die Meisterschaft errungen werden. Zudem wurde 2003 das Pokalfinale mit 3:1 gegen GÍ Gøta gewonnen, in diesem Jahre wurde er zum Spieler des Jahres gewählt. 2006 und 2007 trat Thorsteinsson wieder für NSÍ Runavík an, zum Abschied feierte er mit seinen Mannschaftskollegen Jóhan Troest Davidsen, Hjalgrím Elttør, Jónhard Frederiksberg, Christian Høgni Jacobsen, Jens Martin Knudsen, Bogi Løkin und Einar Tróndargjógv seine dritte Meisterschaft.
2008 kehrte er zu seinem Heimatverein, der inzwischen VB/Sumba hieß und in der zweiten Liga spielte, zurück und blieb diesem treu. Wurde in der ersten Saison der Aufstieg als Drittplatzierter noch knapp verpasst, gelang ein Jahr darauf als Spitzenreiter die Rückkehr in die erste Liga. Dort konnte unter neuem Namen FC Suðuroy nur der vorletzte Platz belegt werden, wobei Thorsteinsson auf eigenen Wunsch lediglich für die zweite Mannschaft in der dritten Liga antrat, zudem wechselte er in den Vorstand. Auch in den Folgejahren half er regelmäßig bei der Zweitvertretung aus. 2014 kam er noch einmal zu drei Einsätzen für die erste Mannschaft in der zweiten Liga und erreichte als Zweitplatzierter den Aufstieg.

### Europapokal
Thorsteinsson kommt auf insgesamt neun Auftritte im Europapokal. Zu den ersten Spielen kam es in der ersten Qualifikationsrunde zur Champions League 1998/99, wobei er in Diensten von B36 Tórshavn beide Spiele gegen Beitar Jerusalem mit 1:4 und 0:1 verlor. 2005/06 folgten die letzten Begegnungen. Nachdem in der ersten Qualifikationsrunde des UEFA-Pokals ÍB Vestmannaeyja mit 1:1 und 2:1 besiegt werden konnte, schied B36 in der zweiten Qualifikationsrunde mit 1:2 und 2:2 gegen FC Midtjylland aus.

## Nationalmannschaft
Zwischen 1997 und 2004 lief Thorsteinsson unter den Nationaltrainern Allan Simonsen und Henrik Larsen für die färöische Nationalmannschaft auf. Sein Debüt gab er am 30. April 1997 im WM-Qualifikationsspiel gegen Malta, welches im Ta’ Qali-Stadion in Attard mit 2:1 gewonnen werden konnte. Den letzten Auftritt hatte Thorsteinsson am 13. Oktober 2004 im WM-Qualifikationsspiel gegen Irland in Dublin, welches mit 0:2 verloren wurde. In 37 Spielen blieb er ohne Torerfolg.

## Erfolge
- 3× Färöischer Meister: 2001, 2005, 2007
- 3× Färöischer Pokalsieger: 2001, 2002, 2003
- 1× Spieler des Jahres: 2003[4]